# Hemibandusia
Hemibandusia is een geslacht van halfvleugeligen uit de familie schuimcicaden (Cercopidae). De wetenschappelijke naam van dit geslacht is voor het eerst geldig gepubliceerd in 1920 door Schmidt.

## Soorten
Het geslacht Hemibandusia  is monotypisch en omvat slechts de volgende soort:
- Hemibandusia baetkei Schmidt, 1920